# Agrilus hieroglyphicus
Agrilus hieroglyphicus é uma espécie de inseto do género Agrilus, família Buprestidae, ordem Coleoptera.
Foi descrita cientificamente por Kerremans, 1899.